# Rudolf Schütrumpf
Rudolf Schütrumpf (* 30. September 1909 in Frankfurt am Main; † 27. April 1986 in Köln) war ein deutscher Palynologe.

## Leben
Schütrumpf, Sohn eines Lokomotivführers, studierte nach dem Schulbesuch in seiner Geburtsstadt Frankfurt Botanik, Chemie, Zoologie und Geologie an der Johann Wolfgang Goethe-Universität und der Universität Innsbruck. Als Doktorand arbeitete er als Moorgeologe und Pollenanalytiker an der Ausgrabung des späteiszeitlichen Rentierjägerlagers in Meiendorf bei Hamburg (heute Hamburg-Rahlstedt).
Nach der „Machtergreifung“ der Nationalsozialisten trat er 1933 der NSDAP (Mitgliedsnummer 2.275.730) und der SA bei. 1936 wurde er mit einer Arbeit zur Geschichte der Moore und Wälder der Lüneburger Heide bei Fritz Overbeck zum Dr. phil. nat. promoviert. Dann setzte er seine pollenanalytischen Arbeiten im Raum Hamburg−Ahrensburg und in der Mark Brandenburg fort, bevor er im April 1938 die Leitung der Forschungsstätte für naturwissenschaftliche Vorgeschichte des SS-Ahnenerbes übernahm. Im palynologischen Labor der Forschungsstätte in Berlin-Dahlem bearbeitete er die Proben der vom Ahnenerbe durchgeführten SS-Ausgrabungen und führte Auftragsuntersuchungen für verschiedene Museen und Denkmalpflegeämter durch. Kurz nach Kriegsbeginn wurde er einberufen. 1940 wurde er Mitglied der SS, in der er 1942 zum SS-Obersturmführer aufstieg. Während des Zweiten Weltkriegs arbeitete er am entomologischen Institut im KZ Dachau mit. Nach einer Notiz in den Unterlagen des SS-Ahnenerbes vom 6. Oktober 1944 übernahm er auch die Vertretung des KZ-Arztes Kurt Plötner.
Nach der Entlassung aus der Kriegsgefangenschaft leitete er das „Wandernde Museum“ in Schleswig-Holstein.
Schütrumpf baute 1958 das Labor für Vegetationsgeschichte und Pollenanalyse am Institut für Ur- und Frühgeschichte der Universität zu Köln auf und war dessen langjähriger Leiter. Seine Nachfolgerin wurde Jutta Meurers-Balke. 1966 wurde er akademischer Oberrat, 1969 habilitiert und 1970 außerplanmäßiger Professor. Nach seinem Ruhestand 1974 war er für drei Jahre Vorsitzender der Deutschen Gesellschaft für Ur- und Frühgeschichte.
Von 1959 bis 1960 war Schütrumpf Schriftführer der Deutschen Quartärvereinigung, von 1970 bis 1977 in deren Beirat. Seit 1961 war er korrespondierendes Mitglied des Deutschen Archäologischen Instituts.

## Schriften
- Paläobotanisch-pollenanalytische Untersuchungen der paläolithischen Rentierjägerfundstätte von Meiendorf bei Hamburg. Dissertation. Wachholtz, Neumünster 1936.
- Die Nacheiszeit. Moore, Wälder, Tiere und Kultur. Bilder von Gerhardt Kagelmann. Flemming, Hamburg um 1953.
- Die Moore Schleswig-Holsteins. Mit Karte 1:500 000 aus dem Deutschen Planungsatlas, Band Schleswig-Holstein. Geologisches Landesamt Schleswig-Holstein, Kiel 1956.
- mit Alfred Rust: Die jungpaläolothischen Zeltanlagen von Ahrensburg. Wachholtz, Neumünster 1958.
- mit Karl Gripp, Hermann Schwabedissen (Hrsg.): Frühe Menschheit und Umwelt.
  - Band I: Archäologische Beiträge. Böhlau, Köln/Wien 1970, ISBN 3-412-09471-4.
  - Band II: Naturwissenschaftliche Beiträge. Böhlau, Köln/Graz 1967.
- mit Hans Reichstein: Palynologische und säugetierkundliche Untersuchungen zum Siedlungsplatz Hüde I am Dümmer, Landkreis Diepholz. Wachholtz, Neumünster 1988, ISBN 3-529-01523-7.